# Isabel de Hainaut
Isabel de Hainaut (em francês:  Isabelle; Valenciennes, 23 de abril de 1170 — Paris, 15 de março de 1190), foi condessa de Artésia e rainha consorte da França, primeira esposa de Filipe II de França, de 1180 até à sua morte.

## Família
Isabel era filha de Balduíno V o Corajoso, conde de Hainaut, e de Margarida I, condessa da Flandres, portanto irmã de Balduíno IX, conde da Flandres e imperador latino de Constantinopla. Era então neta por parte da mãe de Sibila de Anjou e de Teodorico da Alsácia, conde da Flandres, e por parte paterna de Adelaide de Namur e de Balduíno IV, conde de Hainaut.

## Biografia
Filipe II de França, pretendia uma aliança flamenga para escapar à influência de Champagne montada pela sua mãe Adélia. Isabel tinha a vantagem adicional de ter sangue carolíngio, podendo unir esta antiga dinastia capetiana, uma vez que os condes de Hainaut descendiam de Carlos da Baixa-Lotaríngia, filho de Luís IV de França. Assim, casaram-se logo após a morte do rei Luís VII de França, a 28 de Abril de 1180 em Bapaume, Pas-de-Calais. Levando o Artésia como dote, a 29 de Maio a nova rainha foi sagrada em Paris.
Requintada e culta, Isabel protegia poetas e mantinha uma Corte de Amor, na tradição de Leonor da Aquitânia. Aparentando não poder dar um herdeiro ao rei, contrariado também pela política de alianças de Balduíno V, estava na iminência de ser repudiada sob o pretexto de consanguinidade por uma assembleia em Senlis, em Março de 1184, quando o povo clamou para que o rei a mantivesse como rainha. Acabaria por dar à luz um filho, o futuro Luís VIII de França, a 5 de Setembro de 1187.
A segunda gravidez de Isabel foi extremamente complicada. Em 14 de Março de 1190 deu à luz dois filhos gémeos, mas o parto foi demasiado violento e morreu no dia seguinte. Os filhos só viveriam quatro dias, morrendo a 18 de Março.
Vestida com uma casula bordada a ouro, foi sepultada na Catedral de Notre-Dame de Paris, em uma cerimónia presidida por Maurice de Sully uma vez que Filipe Augusto estava ausente, em campanha na Normandia.